# Dyspnoe
Als Dyspnoe (von altgriechisch δυσ dys ‚schwierig‘ und πνοή pnoe ‚Atmung‘), deutsch Lufthunger, Atemlosigkeit, Atemnot, Kurzatmigkeit, wird eine unangenehm erschwerte Atemtätigkeit bezeichnet, die auftritt, wenn eine „Diskrepanz zwischen Anforderung an die Atmung und Möglichkeit von Seiten des Patienten“ besteht. Man spricht bei diesem „Gefühl der Anstrengung beim Atmen“ auch von dem (subjektiven) „Gefühl von Lufthunger“ oder von „Luftnot“. Am ehesten trifft noch der Begriff „Atembeschwerden“. 
Ursachen, Wahrnehmung und Folgen dieses Symptoms können sehr unterschiedlich sein. Treten solche Beschwerden nur unter körperlicher Belastung auf, handelt es sich um eine Belastungsdyspnoe (latente respiratorische Insuffizienz mit Einschränkung der Atemreserven und Lungenvolumina bei normalen Gasspannungen des Blutes in Ruhe), besteht die Atemnot schon in Ruhe, dann wird von einer Ruhedyspnoe gesprochen. Atemnot beim Sprechen heißt Sprechdyspnoe. Bei einer Orthopnoe kann die bestehende Ruhedyspnoe nur durch aufrechtes Sitzen und den Einsatz der Atemhilfsmuskulatur gebessert werden.

## Definition
Die American Thoracic Society definiert Atemnot (dyspnea) seit 1999 als subjektive Erfahrung von Atembeschwerden, bestehend aus qualitativ unterschiedlichen Empfindungen wechselnder Intensität. Physiologische, psychologische, soziale und Umwelt-Faktoren wirken zusammen. Atemnot kann weitere körperliche Reaktionen und Verhaltensreaktionen hervorrufen.

## Ursachen
Die Mechanismen, die zur Wahrnehmung von Dyspnoe als unangenehmer Empfindung führen, sind nicht genau bekannt. Die Atmung ist die einzige Vitalfunktion des Organismus, die außer von den automatischen Zentren im Hirnstamm (Formatio reticularis) auch von der Großhirnrinde gesteuert wird. Die Inselrinde könnte dabei eine wichtige Rolle spielen, denn deren Verletzung reduziert Atemnot und Schmerzen.
Der Atemantrieb wird normalerweise nicht durch Sauerstoffmangel, sondern durch Anstieg des Kohlenstoffdioxidgehaltes im arteriellen Blut ausgelöst. Das ist sinnvoll, da der Kohlenstoffdioxidgehalt im Blut schneller ansteigt, als der Sauerstoffgehalt sinkt.
Bei Patienten, die beispielsweise wegen Lungenerkrankungen einen dauerhaft erhöhten Kohlenstoffdioxidgehalt des Blutes aufweisen, kommt es zu einer Gewöhnung, so dass die Atmung zu einem größeren Teil auch über den Sauerstoffgehalt im Blut gesteuert wird (Hypoxie). Dies kann dazu führen, dass bei Zufuhr von medizinischem Sauerstoff durch einen verringerten hypoxischen Atemantrieb und eine folgende Hypoventilation eine Hyperkapnie auftritt. Dieser Effekt ist aber ebenso wie der zusätzlich eintretende Haldane-Effekt relativ klein. Die unter Sauerstoffgabe bei chronischen Lungenerkrankungen eintretende Hyperkapnie tritt vor allem durch ein Aufheben der hypoxischen Vasokonstriktion in der Lunge auf (Euler-Liljestrand-Mechanismus), was zu einem verschlechterten Ventilations-Perfusions-Verhältnis, einer vermehrten Shunt-Bildung und einer dadurch eingeschränkten Kohlenstoffdioxid-Abgabe führt. Ein Atemstillstand – wie teilweise noch unterrichtet – tritt allerdings auch unter unkontrollierter Zufuhr von Sauerstoff bei chronischen Lungenerkrankungen nicht auf, eine CO2-Narkose ist allerdings möglich.
Atemnot kann reflektorisch entstehen, etwa durch einen Schlag auf das Sonnengeflecht, oder Ausdruck von Krankheiten des Brustkorbes sein (Rippenbruch, Pleuraerguss). Psychisch verursachte Hyperventilation ist harmlos, kann aber subjektiv große Atemnot verursachen. Schwerwiegende Ursachen von Ateminsuffizienz, Hyperkapnie und Dyspnoe sind Lungen- und Herzerkrankungen und Verlegungen der Atemwege, z. B.:
- Sekretansammlung in der Lunge (Lungenödem, ARDS)
- Lungenentzündung, Bronchitis
- Lungenembolie
- Verengung der Luftwege (Asthma, COPD)
- Verlegung der Atemwege, etwa bei Aspiration von Fremdkörpern
- Herzinfarkt, Herzinsuffizienz, Angina pectoris, koronare Herzkrankheit
- Lungenfibrose, Staublunge
- Lungenkrebs, Lungenmetastasen
- Pneumothorax

Weitere Ursachen können unerwünschte Arzneimittelwirkungen sein, beispielsweise durch Levofloxacin oder andere Medikamente.
Dyspnoe kann auch als Symptom eines Mastzellaktivierungssyndroms (MCAS) auftreten.
Daneben können für subjektiv empfundene Atemnot bei normalen Blutgaswerten auch psychische Gründe, beispielsweise Angst oder Beziehungskonflikte („dicke Luft“), als Ursache in Betracht kommen. Umgekehrt kann Atemnot bestehende Ängste verstärken. Ungefähr die Hälfte aller Tumorpatienten leidet im Verlauf ihrer Erkrankung unter Atemnot. Furcht vor Ersticken kann trotz fehlender oder somatisch nicht nachweisbarer Dyspnoe eine Sorge von manchen Palliativpatienten oder deren Angehörigen sein; außerdem können solche Ängste auch während einer Einschlaf- oder Aufwachphase auftreten, siehe dazu Schlafparalyse.

## Diagnostik
Es ist sinnvoll, die Stärke der Atemnot auf einer Skala zu erfassen. Ein Standardinstrument zur Einschätzung des funktionellen Status von Patienten mit Herz- und Lungenerkrankungen ist der MMRC, eine modifizierte NYHA-Klassifikation. Mit der Borg Dyspnoe Skala kann versucht werden, das subjektive Dyspnoe-Empfinden von Patienten während oder sofort nach einem Leistungstest einzustufen. In der Palliativmedizin wird zunehmend die Edmonton Symptom Assessment System (ESAS) auch für die Beurteilung der Dyspnoe eingesetzt, wobei hier Patientenaussagen wohl noch zu wenig berücksichtigt werden.
Objektive Anzeichen für eine Dyspnoe sind: tiefere Atemzüge, eine erhöhte Atemfrequenz (Tachypnoe), Einziehungen und der Einsatz der Atemhilfsmuskulatur im Sitzen, evtl. Stehen. Eine Zyanose muss nicht, aber kann als Zeichen eines Sauerstoffmangels vorhanden sein.
Weitere Symptome bei der akuten Dyspnoe können beispielsweise Giemen bei der Ausatmung, Husten, Stridor bei der Einatmung, Brustkorbschmerz und Zeichen der Rechtsherzinsuffizienz sein.
In der Palliativmedizin stehen allerdings nicht mehr diagnostische Abklärungen und die Behandlung der Grunderkrankung, sondern eine symptomorientierte Therapie im Vordergrund der Bemühungen. Jede neu auftretende Atemnot soll deshalb mit möglichst einfachen und den Patienten nicht belastenden Untersuchungen geklärt werden.

## Therapie
Wenn möglich, sollte zunächst die Ursache identifiziert und behandelt werden, z. B. kann ein verlegter Atemweg freigemacht werden, ein Pleuraerguss abpunktiert werden, eine Pneumonie mit Antibiotika behandelt werden, ein allergisches Asthma mit Kortikoidinhalation behandelt werden usw.
Atemnot, die sich so nicht beeinflussen lässt, wird als refraktär bezeichnet und palliativ (lindernd) behandelt. Es gibt dafür Allgemeinmaßnahmen, nichtmedikamentöse und medikamentöse Interventionen. Eigeninitiative und Selbstkontrolle des Patienten sollten dabei gefördert werden.
- Allgemeinmaßnahmen sind körperliche Aktivität, Änderungen im Tagesrhythmus, Beruhigung des Patienten und der Angehörigen, Rituale gegen die Luftnot. Wichtig ist die Information, dass akute Atemnot fast nie zum Ersticken führt.
- Einfachste nichtmedikamentöse Maßnahme ist ein kühler Luftzug zum Gesicht des Patienten, etwa durch einen kleinen Ventilator. Die Linderung ist mit hohem Evidenzgrad nachgewiesen. Physiotherapie und Verhaltenstherapie können helfen, bewusste Atemkontrollübungen zu erlernen und Panik zu vermindern. Oft wird Sauerstoff verabreicht, das ist meist nur bei Zyanose sinnvoll, ansonsten nicht wirksamer als gewöhnliche Raumluft. Bei bewegungseingeschränkten COPD-Patienten ließen sich Atemnotbeschwerden durch regelmäßige und längerfristige neuromuskuläre elektrische Stimulation der Beinmuskulatur lindern.[17]
- Medikamente der ersten Wahl gegen Atemnot sind peroral oder parenteral verabreichte Opioide (wie Morphin, Fentanyl und Hydromorphon). Opioide erhöhen die Toleranz des Atemzentrums und wirken angstmindernd, sodass der Patient langsamer und wirksamer atmet.[18] Bei angemessen symptomlindernder Dosierung ist keine zu starke Atemdepression durch diese Präparate zu befürchten. Weitere nützliche Substanzen sind Beruhigungsmittel, Antidepressiva, Kortikoide und Promethazin.[19]